# نواه واينبرغ
نواه واينبرغ (بالإنجليزية: Noah Weinberg)‏ هو حاخام أمريكي، ولد في 16 فبراير 1930 في نيويورك في الولايات المتحدة، وتوفي في 5 فبراير 2009 في القدس في إسرائيل.